# 因州和紙
因州和紙（いんしゅうわし）は鳥取県東部（旧因幡国）特産の和紙である。
旧青谷町と旧佐治村（いずれも現在は鳥取市に編入）が生産地で、特に書道や書画・水墨画に用いる画仙紙（因州画仙紙）の生産量は日本全国の6 - 7割を占め、日本一である。ほかにも近年は建材や工芸材料など多用途に用いられている。
和紙としては日本で初めて経済産業大臣指定伝統的工芸品に指定されたほか、生産地の紙漉きの風景は日本の音風景100選（環境庁）に選ばれている。また、「因州佐治みつまた紙」と「因州青谷こうぞ紙」は鳥取県の無形文化財に指定されている。

## 歴史
因幡国での和紙生産は古く、8世紀前半（奈良時代）のものが確認されており、これは日本で最古期のものである。江戸時代には藩の輸出品になり、保護策がとられた。しかし、現在のように全国的な知名度を確立したのは第二次世界大戦後のことで、西洋紙が普及にともなって全国的に和紙の生産が急速に衰退する中で、新しいタイプの和紙の生産を繰り返してきた結果、全国的なシェアを獲得するに至った。

### 古代
因幡国の和紙の起源は不詳だが、現存する最古の因幡国産の和紙とされるのは正倉院文書の「因幡国屯倉計帳断簡」（721年 - 養老5年）である 。これは色が悪く、厚みも不均等なものだったために「粗悪」と評価されている。
これ以降にもコウゾから漉かれた因幡国産の和紙（『因幡国史牒』（765年 - 天平神護1年））が収蔵されており、因幡国の印が押されている。これは繊維の叩解がじゅうぶんになされており721年のものよりも品質が向上していた。
平安時代に下ると、延喜式（967年）に、因幡国から朝廷へ和紙70斤が献上された記録がある。これは当時としては平均的な紙の産地であったことを示している。
これ以降、因幡の和紙に関する史料・文献は発見されておらず、詳細は不明である。次に和紙に関する史料が登場するのは、戦国時代後期の亀井氏に関連する文書（次節）になる。
これらの古代の紙と、現在の因州和紙の産地である青谷・佐治を関連づける史料はない。青谷・佐治とも、人里が形成されるようになったのは古代よりもずっと後のことと考えられており、これらの地域での紙漉きが始まったのは戦国期より以前には遡らないだろうと考えられている。『和紙文化史年表』によれば、青谷や佐治の各地区のさまざまな口伝や古文書は現地での製紙業は江戸時代初期から中期に始まったと伝えている。ただし、青谷より東の千代川中流域には古代から国府があり、南へ峠を越えた播磨国（現在の兵庫県）の佐用や姫路では紙の生産が行われていたことから、具体的な史料による裏付けはないが、中世には千代川流域で紙漉きが行われていたのではないかと推測するものもいる。

### 中世・近世
戦国時代末期から江戸時代初期にかけて因幡国を支配した亀井茲矩（鹿野藩初代藩主）は、青谷の夏泊港を拓き、朱印船をたてて因州和紙の輸出を行った。また、亀井氏は和紙の原料であるコウゾやガンピの保護策をとった。これは因幡国が諸国とくらべて平野部が少なく、山間地で栽培・生産できる商品が重要であったからである。
亀井氏はまもなく津和野藩へ転封となるが、かわって因幡全体を治めた鳥取藩でも和紙の保護・奨励策をとり、紙座を設けて需給を統制し、藩の御用紙や庶民の使う紙としても普及した。
江戸期の逸話として、美濃国から青谷へ紙漉きの技法が伝えられたとか、佐治村の住民が播磨国で和紙の製法を教わったという伝承もある。古文書の形で明確に佐治谷での製紙が記録されているものは寛永年間（1623-1643）のものが最古だが、実際には少なくともそれより数百年以上前から紙漉きが行われていたと考えられている。

#### 紙漉き技術の伝来伝承
戦国期に亀井氏に関する文書で登場する最古のものは「杉原紙」という和紙である。杉原紙は当時の武家階級で一般的に使用されていたコウゾを原料とする厚手の紙で、播磨国の杉原に起源を持つとされる。詳細は不詳だが、亀井氏の文書は因幡国でもこの杉原紙がつくられていたことが記録されている。
次に伝来したのが「階田紙」の製法で、これは播磨国佐用の階田（皆田、甲斐田、海田などと表記される場合もある）に起源を持ち、コウゾから作られる厚手の紙だった。戦国時代から江戸時代初期の青谷では、階田紙が作られるようになっていたが、これらは農家の副業として作られるものであり、良質な紙といえるものではなかった。
このあと江戸初期に青谷へ「美濃紙」の製法が伝来した。伝来に関する伝承にはいくつものバリエーションがあり定まらないが、大筋では次のようになる。
- 美濃国（現在の岐阜県）から流浪してきた者が青谷で行き倒れになり、これを村人が助けた。助けられた美濃の者は、美濃国特有の紙漉き技法（美濃紙の製法）を教えた。この者は後に美濃国へ帰ると、門外不出の美濃紙の製法を外に漏らした咎で死罪となった。

この伝承が史実であるかどうかはわからない。同時期の佐治には、村人が美濃へ赴いて美濃紙の製法を習得して帰り、村で美濃紙の紙漉きを広めたという口伝がある。いずれにせよ、この時期を境に、因幡国（青谷・佐治）では美濃紙づくりが始まった。

### 近代

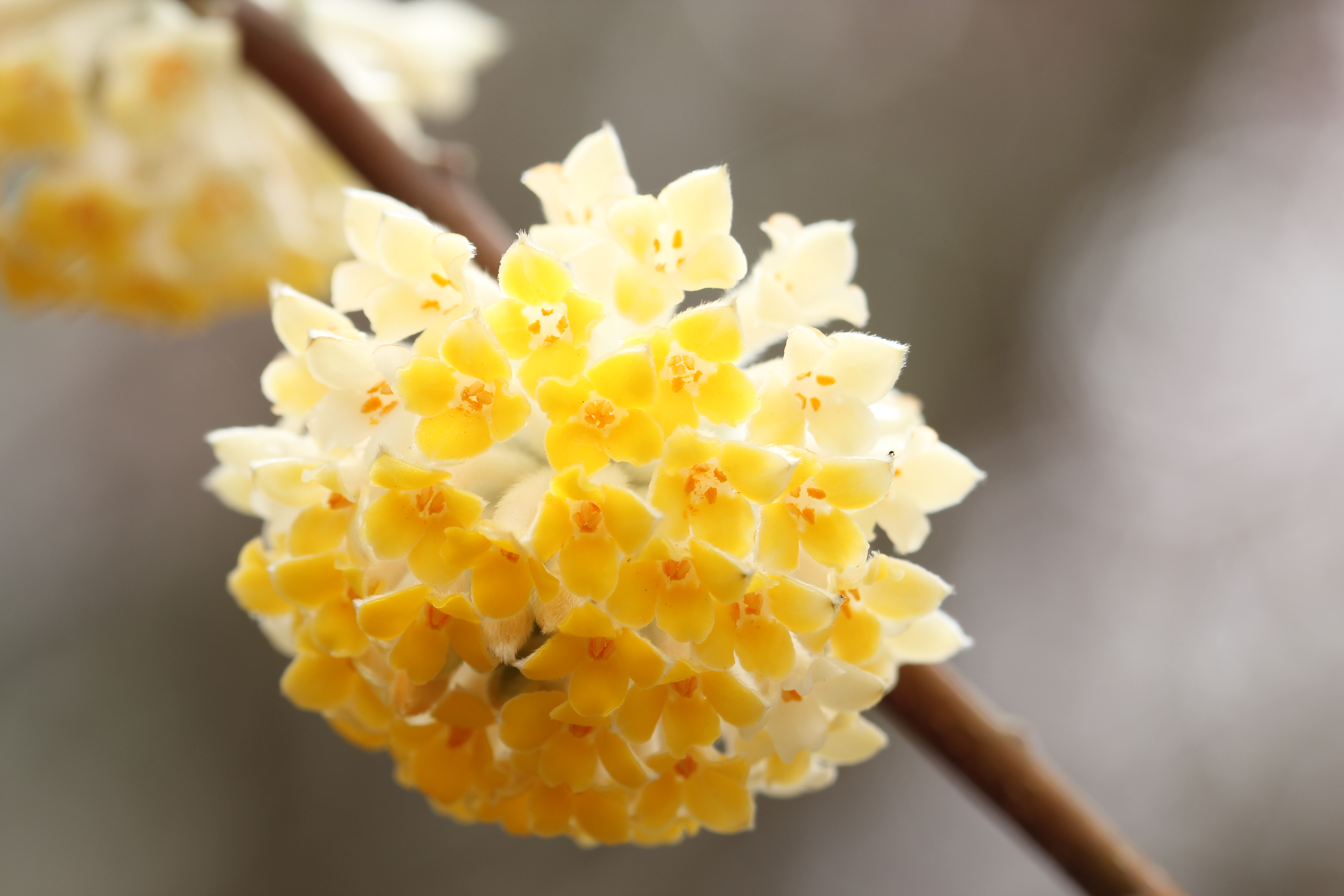
ミツマタははじめは観賞用として栽培されていた。

明治期になって他県との技術の交流が行われるようになると、漂白技術の導入や紙漉き用具の改良が進んだ。これらの新技術を導入して生産方法が合理化されて生産量が増え、最盛期の明治中期には1300以上の工場が稼働した。生産された和紙には様々な用途があったが、コウゾを原料とする傘紙、包装や障子に用いる美濃紙などが作られた。
ミツマタを使った和紙づくりが本格化するのは明治期のことである。ミツマタはもともと観賞用として栽培されていたが、和紙の主要な原料であったガンピは人工的な栽培が困難なことから、江戸時代後期から栽培に適したミツマタのほか、補助的に藁や麻、桑なども和紙の原料として用いる手法が始まっていた。また、鳥取県もミツマタの生産を奨励し、県内の他地区でもミツマタの栽培が行われた。
佐治村では天明期ごろ（1780-1790）にミツマタの観賞用の栽培が始まったが、和紙の材料に用いられるようになったのは天保期ごろ（1830-1840）である。明治期にはミツマタだけを原料とする和紙生産が試みられ、「佐治川名産筆きれず」の商品名で全国へ販路を広げることに成功した。ミツマタだけで漉かれた「筆きれず」の半紙は、筆の運びが滑らかで墨がかすれず長持ちすることから、毛筆による書道・書画に用いられるようになった。この「筆きれず（因州筆切れず）」は後に因州和紙の代名詞となった。和紙生産は佐治村の主要な産業のひとつになり、佐治村の和紙製造会社の経営者で佐治村長の上田禮之は、因州和紙や全国の和紙製造業団体の会長を歴任した。
青谷では明治に入るとコウゾを原料とする和紙作りがすすめられた。明治末期に山陰本線が青谷付近にも開通して青谷駅が開業したが、青谷と浜村の間では長尾鼻の溶岩台地を穿ってトンネルが掘られ、その工事によって大量の湧水が出るようになった。やがてこの湧水を利用して製紙を行う集落（赤尾谷地区）が形成された。村、製紙家、鉄道会社との間では利水権をめぐる紛争が裁判に発展したが、最終的には鉄道省の所有と判決が出て、水は鉄道省から製紙業者へ分与するかたちになった。
赤尾谷では匿名組合を設立して大きなボイラーを備えた広い共同乾燥施設を建て、効率的な増産が行われた。ここでは太平洋戦争後しばらくまで、B4サイズの複写用紙や事務用紙を生産していた。そのほか、青谷町では昭和初期に柳宗悦の影響を受けた民芸紙の生産が興り、草木染めによる染色紙が作られるようになった。
かつては日用の様々な部分に和紙が用いられており、印刷や複写紙にも和紙が用いられていた。因州和紙の産地でも明治期には生産する工場が1300を数え、大正期までピークが続いた。やがて市民生活にも西洋化が浸透するとともに、和紙の原料となるコウゾやミツマタの価格が上がり、手作業で生産される和紙よりも、パルプを原料として工場生産される西洋紙の使用が普及するようになった。大正時代には日本全体では西洋紙の生産量が和紙を上回るに至った。
太平洋戦争期には、因州産のコウゾ紙が気球爆弾の原材料にも用いられた。

### 現代
戦中や戦後すぐは物資難から和紙も大きな需要があったが、まもなく西洋式の生活スタイルが一般的になり、和紙や障子紙が日用品から姿を消すとともに、事務用の需要もなくなり、和紙製造業は壊滅した。
そこで因州和紙の生産界では、昭和30年代（1950年代半ばから1960年代半ば）に書道や工芸に用いる画仙紙や工芸紙などの生産をはじめた。原材料の一部にパルプを採用したり、製造過程の一部を機械化して機械漉きの和紙製法を導入するなどの改革も行われた。この頃、太平洋戦争後に進駐軍によって廃止されていた学校での書道教育が再開され、毛筆の書に適した因州和紙の半紙は人気を博した。機械漉きの安価な学生用半紙と手漉きの高級画仙紙というラインナップを揃えた因州和紙は人気となり、全国的に高い知名度とシェアを得た。
とはいえ、佐治村では、主要産業としての和紙作りは衰退し、もっぱら伝統工芸として存続するようになった。青谷町でも同様で、最盛期に1300を数えた生産業者も、現在は20軒から30軒ほどが残るのみである。それぞれ鳥取県の無形文化財に指定されたほか、1975年（昭和50年）には因州和紙が伝統的工芸品に認定された。これは和紙としては日本全国で初めてのものだった。
近年は、建材（内外装材）、照明器具のシェードや民芸品に用いられる立体紙（立体漉き）や、光触媒技術を取り入れて有害有機物を分解する空気清浄機能、カニ由来のキチン質を利用して熱湯に耐える和紙など、機能性和紙の開発など新技術を導入している。
因州和紙の代表的な使用例としては、2002年に完成した新首相官邸の壁紙、鳥取県知事公邸の照明などがあげられる。海外にも輸出され、ヨーロッパでは版画や本の装丁に利用されている。先端分野では、軽量で丈夫な立体漉きの技術を活用し、宇宙探査車両のタイヤを因州和紙で製造する技術が研究されている。

### 日本の音風景100選
因州和紙の紙漉きは、1996年（平成8年）に環境庁（現在は環境省）による日本の音風景100選に選ばれた。「因州和紙の紙すき」は、佐治村や青谷町の民家で行われている紙漉きの工程（流し漉き）で、水に溶かしたミツマタの繊維を漉きあげる際の「ちゃっぽん、ちゃっぽん」という音が伝統的な風物詩として評価されたものである。

## 文化
鳥取市を流れる千代川の支流、砂見川の上流に位置する旧岩坪村（2014年現在は鳥取市岩坪地区）は、佐治地区と青谷地区の中間にあり、少なくとも元禄時代には紙漉きが行われていた。岩坪地区は川の源流に近い山間部の小盆地で、集落の中心に近い比高数十メートルの山を越えると別の川の源流の高原地帯が広がっている。これらの地域は紙の原料となるコウゾ、ミツマタの栽培に適し、きれいな水にも恵まれていたことから、紙漉きが盛んになった。明治時代には岩坪地区で生産される階田紙が高い評価を得て、「岩坪階田」や「岩坪」の呼び名で流通した。
岩坪地域では、紙漉きは特に冬期の女性の重要な仕事とされ、紙漉きができなければ一人前として認められず嫁にも行けない、とさえ言われていた。この女性たちが一人で紙漉きの過酷な作業を行うために歌った唄として「紙漉き唄」が伝承されている。これが踊りとして発展したのが「紙漉き踊り」である。
元来は悲壮感のある労働歌だったが、現代では修正の上、保存会によって伝統芸能として伝承されている。